# Ahmed Naseer Bunda
Ahmed Naseer Bunda (15. května 1932 Rávalpindí, Pákistán – 20. března 1993 Rávalpindí) byl pákistánský pozemní hokejista, člen vítězného týmu z olympiády v Římě v roce 1960 a stříbrného týmu z olympiády v Melbourne v roce 1956. V obou turnajích nastoupil ve všech utkáních.
V Melbourne vstřelil dvě branky v základní skupině, jednu Novému Zélandu a jednu Belgii. V Římě se gólově prosadil celkem šestkrát. V základní části vstřelil 3 branky Japonsku a jednu Polsku. Ve čtvrtfinále rozhodl utkání s Německem, když při výhře 2:1 vstřelil obě pákistánské branky. Ve finále pak jediným gólem rozhodl o vítězství nad Indií a tím i o zisku zlatých olympijských medailí pro svůj tým.